# Tegal Sari II
Tegal Sari II is een bestuurslaag in het regentschap Medan van de provincie Noord-Sumatra, Indonesië. Tegal Sari II telt 6693 inwoners (volkstelling 2010).